# Enrico Pietro Galeazzi
Conte (Graf) Enrico Pietro Galeazzi (* 27. August 1896 in Rom; † 25. September 1986 ebenda) war ein italienischer Architekt. 

## Leben
Enrico Pietro Galeazzi entstammte einem Patriziergeschlecht aus Perugia. Sein Vater Goffredo Galeazzi war Großoffizier im Königshaus von Italien; seine Mutter Emma war eine geborene Baronesse von Coletti. Am 3. Januar 1923 heiratete er Ida Filippucci; aus der Ehe stammte das einzige Kind Maria Luisa.
Enrico studierte am Instituto Massimo und gehörte im Ersten Weltkrieg dem Ingenieurcorps der italienischen Streitkräfte an, zuletzt im Range eines Hauptmanns. Er absolvierte anschließend ein Architektur- und Ingenieurstudium. Nach seinen Entwürfen wurde die römische Basilika Sant’Eugenio sowie der Campus des Päpstlichen Nordamerika-Kollegs gebaut.
Galeazzi engagierte sich für verschiedene soziale Projekte der Kolumbusritter, einer römisch-katholischen Laienvereinigung. Hier arbeitete er zusammen mit Kardinal Pacelli, dem späteren Papst Pius XII. Am 3. April 1939 wurde er zum Delegaten der Kolumbusritter ernannt. Am 8. April 1939 wurde er zum Architekten der Heiligen Apostolischen Paläste, zum Direktor der Dombauhütte von St. Peter und zum Generaldirektor für die technischen und ökonomischen Dienste des Apostolischen Hauses bestellt. Während des Zweiten Weltkriegs war Galeazzi als Diplomat für den Heiligen Stuhl im Vatikan und in den USA tätig. Er war unter anderem mit der Mission von Pius XII. betraut, den US-amerikanischen Präsidenten Roosevelt um Unterstützung für den Schutz Roms und des Vatikans zu ersuchen. Aufgrund seiner Aktivitäten wurde er vom italienischen König zum Generalleutnant und am 23. November 1943 zum Grafen ernannt. Enrico Pietro Galeazzi wurde mehrfach geehrt. Er wurde unter anderem 1943 in den Malteserorden aufgenommen.
1968 ging Galeazzi in Ruhestand, war aber weiterhin für die Kolumbusritter tätig, die 1986 eine Generalreinigung der Fassade des Petersdoms finanzierten.
Enrico Pietro Galeazzi wurde in der Krypta des Nordamerika-Kollegs in Rom bestattet.